# Abstoßen (Eisenbahn)
Abstoßen ist ein Fachbegriff aus dem Eisenbahnbetrieb. Man versteht darunter das Weiterfahren geschobener Schienenfahrzeuge aufgrund ihrer Trägheit, nachdem eine Rangierlokomotive oder ein anderes Triebfahrzeug sie beschleunigt hat und danach wieder anhält, sodass sie alleine weiterrollen. Angewandt wird dieses Verfahren beim Rangieren, um Fahrzeuge aus einem Gleis heraus – z. B. aus einem Ausziehgleis – in die von ihm abzweigenden Gleise zu verteilen, ohne jedes Mal in diese Gleise hineinfahren zu müssen. 

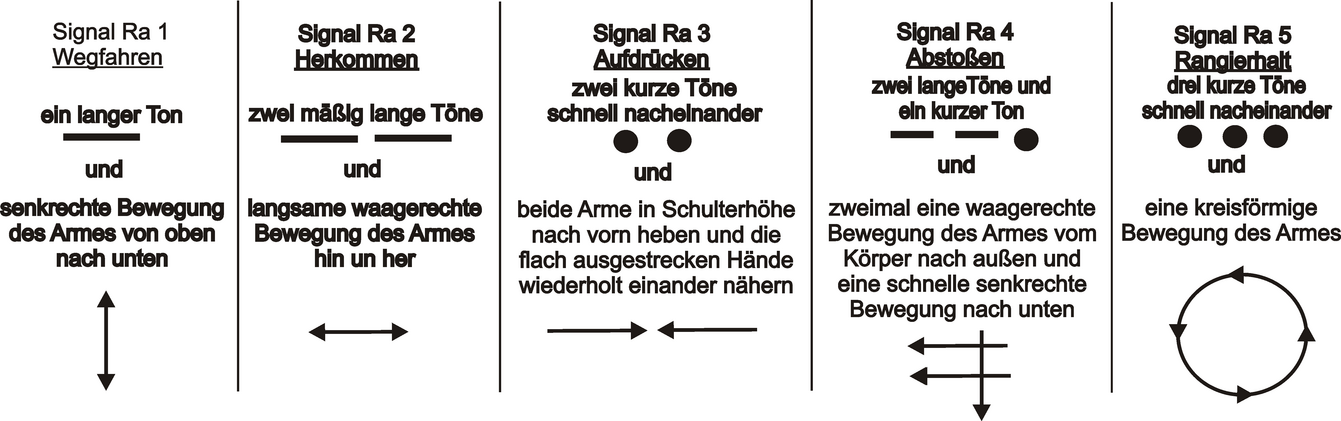
Deutsche Rangiersignale

In diesen Gleisen werden die abgestoßenen Fahrzeuge z. B. vor bereits dort stehenden Fahrzeugen oder am Gleisende oder vor einem Gleisabschluss mit Hemmschuhen abgebremst und angehalten. Auf diese Art und Weise lassen sich Fahrzeuggruppen mit relativ geringem Aufwand auflösen, neu ordnen und zu einem Zug zusammenstellen oder einer Verwendung zuführen.
Das Abstoßen ist wegen des wiederholten Beschleunigens und Abbremsens sehr energie- und zeitaufwendig und kann auch die Ladung beschädigen. Effizienter und schonender, aber baulich ungleich aufwendiger ist das Verteilen über einen Ablaufberg.
In Deutschland wird der Auftrag zum Abstoßen mittels Rangiersignal Ra 4 erteilt.